# Oddur Álason
Oddur Álason (1195-1234) fue un caudillo medieval de Islandia en el siglo XIII y tuvo un papel relevante durante la guerra civil islandesa, episodio histórico conocido como Sturlungaöld. Tenía su hacienda en Auðbrekka, Möðruvellir í Eyjafirði, Eyjafjarðarsýsla y era hijo de Óli Oddsson (n. 1165).
También era amigo íntimo y aliado de Sturla Sighvatsson. Oddur casó con Steinnun, hija de Hrafn Sveinbjarnarson, pero desde 1230 también cortejaba a Þórdís Snorradóttir que era viuda de Þorvaldur Snorrason Vatnsfirðingur. Su cuñado Órækja Snorrason encabezaba la lucha por dominar la región de Ísafjarðardjúp y parece que Oddur tomó partido por el otro bando, y Órækja lo mató con artimañas el 13 de enero de 1234.
Oddur también se cita brevemente en la saga Þórðar hreðu.

## Herencia
Se casó con Steinunn Hrafnsdóttir (n. 1198), hija de Hrafn Sveinbjörnsson, y de esa relación nacieron seis hijos:
- Ólafur Oddsson (n. 1220)
- Halla Oddsdóttir (n. 1225)
- Hrafn Oddsson, que tomó su lugar como caudillo del clan familiar de los Seldælir.
- Guðlaug Oddsdóttir (n. 1228)
- Óli Oddsson (n. 1230)
- Herdís Oddsdóttir (n. 1234), que se casó con Svarthöfði Dufgusson en 1240.